# 吉原真龍
吉原 真龍（よしわら しんりゅう、文化元年8月13日〈1804年9月16日〉 - 安政3年7月7日〈1856年8月7日〉）とは、江戸時代の浮世絵師。

## 来歴
三畠上龍の門人。本名は信行、通称は與三郎。真龍、玉峰、桃隠、臥雲と号す。豊後国（現在の大分県）国東郡真玉村西畑に四男二女の長男として生まれる。吉岡家の源流は豊前の有力国人・佐田家だとされる。慶長13年（1608年）佐田源兵衛なる人物の次男が、縁のあった西畑村の庄屋・渡辺家に身を寄せ、後に養子入りし庄屋役も継いだという。後に「土谷」と改姓したが、真龍の父・土谷信忠が天保5年（1834年）に延岡藩主から「吉原」姓を賜った。長男ということもあり真龍も一度は家督を継いだようであるが、最終的には四男の信治が継いでいる。
文政7年（1824年）20歳頃に京都に上り、三畠上龍に絵を学ぶ。作画期は天保から弘化にかけての頃で、師の画風を忠実に伝えながら、幕末期の上方浮世絵と四条派風を折衷した美人画を描いている。嘉永2年（1849年）8月には御所参入の許しを得、法橋の位に叙される。嘉永6年（1853年）故郷の豊後国に帰り、三年後同地にて没す。享年53。のち安政5年（1858年）に法眼の位を贈られた。
現在でも西畑村には土谷家や吉原家の墓碑が残っているが、その中でも真龍のものは高さ2mを超える巨石が使われており、一族の中でも特別な存在だったことが窺える。墓石中央に真龍の本名「吉原信行」、左右に四男信治、三男で医師となった信連の名が刻まれている。多くの門人を育てており、その数は百数十名に上ったという。主な門人として野畑如龍、単龍、春龍、景龍がいるが、師を超える者はなかったという。

## 作品
| 作品名       | 技法         | 形状・員数 | 寸法（縦x横cm）  | 所有者                           | 年代                  | 款記                                        | 印章                                                                   | 備考             |
| ------------ | ------------ | ---------- | ---------------- | -------------------------------- | --------------------- | ------------------------------------------- | ---------------------------------------------------------------------- | ---------------- |
| 美人図       | 絹本着色     | 1幅        |                  | 山形美術館（長谷川コレクション） |                       |                                             |                                                                        |                  |
| 夏姿美人図   | 絹本着色     | 1幅        |                  | 城西大学水田美術館               |                       |                                             |                                                                        |                  |
| 美人立姿図   | 絹本着色     | 1幅        |                  | 城西大学水田美術館               |                       |                                             |                                                                        |                  |
| 乙福図       | 絹本着色     | 1幅        |                  | 浮世絵 太田記念美術館            |                       |                                             |                                                                        |                  |
| 婦人図       | 紙本着色     | 1幅        | 107.3x48.2       | 東京芸術大学大学美術館           |                       | 「真龍」                                    | 「真龍・臥雲」朱白連印                                                 |                  |
| 娘手踊り図   | 絹本著色     | 1幅        | 107.0x44.0       | 京都市美術館                     |                       |                                             |                                                                        |                  |
| 白拍子図     | 絹本着色     | 1幅        |                  | 京都府（京都文化博物館管理）     |                       |                                             |                                                                        |                  |
| 舞妓納涼図   |              | 1幅        |                  | 京都府（京都文化博物館管理）     |                       |                                             |                                                                        |                  |
| 少女遊戯図   | 紙本着色     | 1幅        |                  | 奈良県立美術館                   |                       |                                             |                                                                        |                  |
| 桜下美人図   | 紙本着色     | 1幅        | 124.0x45.2       | 熊本県立美術館                   |                       | 「眞龍」                                    | 「眞龍」白文方印・「臥雲」朱文方印                                     |                  |
| 立美人図     | 紙本墨画着色 | 1幅        | 123.6x29.2       | 大分県立美術館寄託               | 若年期の作か          | 「桃隠」（草書）                            | 「懐玉斉」朱文方印・「桃隠」白文方印                                   |                  |
| 立美人図     | 紙本墨画着色 | 1幅        | 92.7x30.3        | 大分県立美術館寄託               | 若年期の作か          | 「桃隠」（草書）                            | 「吉原氏」朱文方印・「桃隠氏」白文方印                                 |                  |
| 美人と犬図   | 絹本墨画着色 | 1幅        | 125.7x55.2       | 大分県立美術館寄託               |                       | 「真龍」（行書）                            | 「吉原真龍」朱文円印                                                   | 女三の宮の見立絵 |
| 雪中美人図   | 紙本墨画着色 | 1幅        | 106.5x47.1       | 大分県立美術館寄託               |                       | 「真龍」（行書）                            | 「吉原真龍」朱文円印                                                   | 孟宗の見立絵     |
| 美人図       | 絹本墨画着色 | 1幅        | 121.0x49.4       | 大分県立美術館                   |                       | 「真龍」（行書）                            | 「眞龍」・「臥雲」白朱文連印                                           | 梁川星巌賛       |
| 美人と子供図 | 絹本墨画着色 | 1幅        | 114.4x51.4       | 大分県立美術館寄託               |                       | 「真龍」（草書）                            | 「眞龍」・「臥雲」白朱文連印                                           |                  |
| 紫式部之図   | 紙本着色     | 1幅        | 100.9x28.8       | 大分県立美術館                   |                       | 「真龍」（草書）                            | 「眞龍」・「臥雲」白朱文連印                                           | 材葊和歌賛       |
| 官女図       | 絹本墨画着色 | 3幅対      | 102.4x36.5（各） | 大分県立美術館                   | 1849年（嘉永2年）以降 | 中央幅は無款記/左右幅に「法橋真龍」（草書） | 中央幅に「家居□東□□栖」朱文長方印/左右幅に「眞龍」・「臥雲」白朱文連印 |                  |
| 春遊美人図   | 絹本墨画着色 | 1幅        |                  | 大分県立美術館                   |                       |                                             |                                                                        |                  |
| 桜下美人図   | 紙本着色     | 1幅        |                  | 個人（大分県立美術館寄託）       |                       |                                             |                                                                        |                  |
| 美人戯猫図   | 絹本着色     | 1幅        |                  |                                  |                       |                                             |                                                                        |                  |
| 美人観桜図   | 絹本着色     | 1幅        | 69.5x40.0        | プーシキン美術館                 |                       | 「真龍」                                    |                                                                        |                  |